# Хан, Мурат
Мурат Хан (тур. Murat Han; род. 1 мая 1975 г, Анкара, Турция) — турецко-американский киноактёр,продюсер. За роль в фильме «Счастье» (тур. Mutluluk.) был отмечен премией «Золотой апельсин» (2007).

## Биография
Родился 1 мая 1975 года в городе Анкара Турции. Отец — Фейзуллах Хан, мать — Темам Хан. У него также есть 2 сестры — Хюлья Хан и Невруз Хан.
Учился в Билькентском Университете на факультете музыки и исполнительских искусств Департамента Театра. После окончания уехал в Америку и там учился в театральной академии имени Стеллы Адлер. Вернулся в Турцию в 2007 году по приглашению режиссёра Абдуллы Огуза, в кинофильм "Счастье", на главную роль, там его партнершей была Озгю Намаль. За этот фильм он получил награду "Лучшая мужская роль", на 44 фестивале в Анкаре в 2007 году.
В 2013 г. был ведущим на  50 Международном кинофестивале в Анталии вместе с Озге Оздер.
В мае 2016 г. был приглашен в качестве жюри на кинофестиваль SEEFest, который проходил в Лос-Анджелесе.

## Фильмография
- Yanki: Kelebek Etkisi Эхо: Эффект бабочки / Фуат (2025)
- Teşkilat Разведка / босс мафии Хамди  (2024-2025)
- Ben Bu Cihana Sığmazam Я не могу вписаться в этот мир / Тура (2024-)
- Kudüs Fatihi Selahaddin Eyyubi  Освободитель Иерусалима: Салахаддин Айюби/ Габриэль  (2023-2024)
- Aybüke: Öğretmen Oldum Ben / Юджель учитель математики (2023)
- Prestij meselesi Вопрос престижа/ Эшреф (2023)
- Yalniz Kurt Одинокий волк/Доган Сакынмаз ( 2022-)
- Akif Акиф / Али Шюкрю Бей (2020)
- Mucize 2 Aşk Чудо 2 Любовь (2019)
- Savaşçi Воин / Карон ( 2018-2019)
- Evlat Kokusu     Запах ребенка /Джевахир Акбаш ( 2017)
- Kervan 1915 / Караван 1915..Салим ( 2016)
- Никто не безгрешен- 2014 / Hatasız Kul Olmaz (2014) Булут
- Я открою тебе тайну / Sana Bir Sır Vereceğim.... Mehmet (2013)
- В дом упавшая молния / Eve Düşen Yıldırım....Namık (2012)
- Без тебя невозможно / Sensiz Olmaz.....Hakan (2011)
- Цена жизни (телесериал) — 2009 / Ömre Bedel.....Джесур Гечер (2009)
- Дай мне душу / Vazgeç Gönlüm....Salih (2007)
- Трофей / Trophy.....Rus Ajan Иван (2011)
- Karadedeler Olayı (2011)
- Kardelen.....Baran (2010)
- Hesaplasma ...... Kuzey Deniz (2009)
- Совесть / Vicdan......Mahmut (2008)
- Sobaka......Boss (2008)
- Счастье / Mutluluk....Cemal (2007)

### Продюсер
- «Земля Ноя» / Nuh Tepesi (2020)

## Личная жизнь
Мурат был женат еще до начала своей актерской карьеры, однако брак продлился всего лишь полтора года.
С 2007 г. встречался с партнершей по фильму Mutluluk Озгю Намаль.
В 2008 г. встречался с актрисой Тубой Унсал.
В 2009 г. встречается с азербайджанской актрисой Лейлой Башак.
С 2011 по 2012 г. встречался с моделью Нур Гимисдограян
С 2014 г. на съемках сериала Никто не безгрешен завязываются отношения с актрисой и моделью Тубой Мелис Тюрк.
С ноября 2015 г. встречался с певицей и актрисой Айше Акин ( род. 1992 г.), однако вскоре пара рассталась
Сейчас актер встречается с простой девушкой по имени Бона, о новой девушке Мурата, мало что известно,известно только что она родом из Вьетнама. Однако пара очень тщательно скрывает свои отношения.

## Награды
- Golden Orange Award for Best Actor (2007)